# فیله ماهی

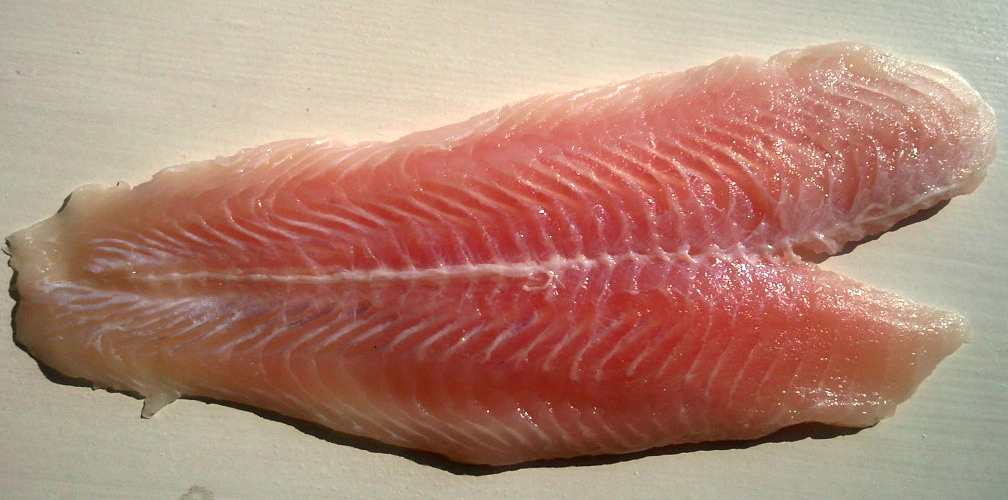
فیلهٔ کوسه رنگین‌کمانی

در علوم غذایی، به جدا کردن گوشت از استخوان و تهیهٔ برش‌های پهن و طویل از آن، فیله‌گیری می‌گویند و بر همین منوال، فیلهٔ ماهی (Fish fillet) به قطعه‌ای از گوشت ماهی گفته می‌شود که از استخوان‌های اصلی آن جدا شده است. این کار با برش طولی در امتداد یک طرف ماهی و به موازات ستون فقرات انجام می‌شود. فیله ماهی معمولاً بدون استخوان است و برای پخت و پز آسان‌تر و خوردن راحت‌تر است.
در آماده‌سازی برای فیله کردن، فلس‌های ماهی باید جدا شوند و محتویات معده نیز باید با دقت از فیله جدا شود. فیله ماهی یکی از محبوب‌ترین انواع غذاهای دریایی است و به روش‌های مختلفی مانند سرخ کردن، کباب کردن، پختن و بخارپز کردن طبخ می‌شود. برخی از انواع ماهی‌های محبوب برای تهیه فیله عبارتند از ماهی آزاد، قزل‌آلا، تیلاپیا و ماهی روغن.
از آنجایی که فیله‌های ماهی حاوی استخوان‌های بزرگ‌تری که در امتداد ستون فقرات قرار دارند، نیستند، اغلب گفته می‌شود که آنها «بدون استخوان» هستند. با این حال، برخی از گونه‌ها، مانند کپور معمولی، دارای استخوان‌های عضلانی کوچک‌تری به نام خار در داخل فیله هستند. پوست موجود در یک طرف ممکن است از فیله جدا شود یا نشود. فیله‌های پروانه‌ای را می‌توان با بریدن فیله‌ها در هر طرف به گونه‌ای که توسط گوشت و پوست شکم به هم متصل شوند، تولید کرد.
فیله‌های ماهی را می‌توان با استیک ماهی (که با نام کتلت ماهی نیز شناخته می‌شود) مقایسه کرد، که عمود بر ستون مهره‌ها بریده می‌شود و شامل استخوان‌های بزرگ‌تر است.

## فیله کردن

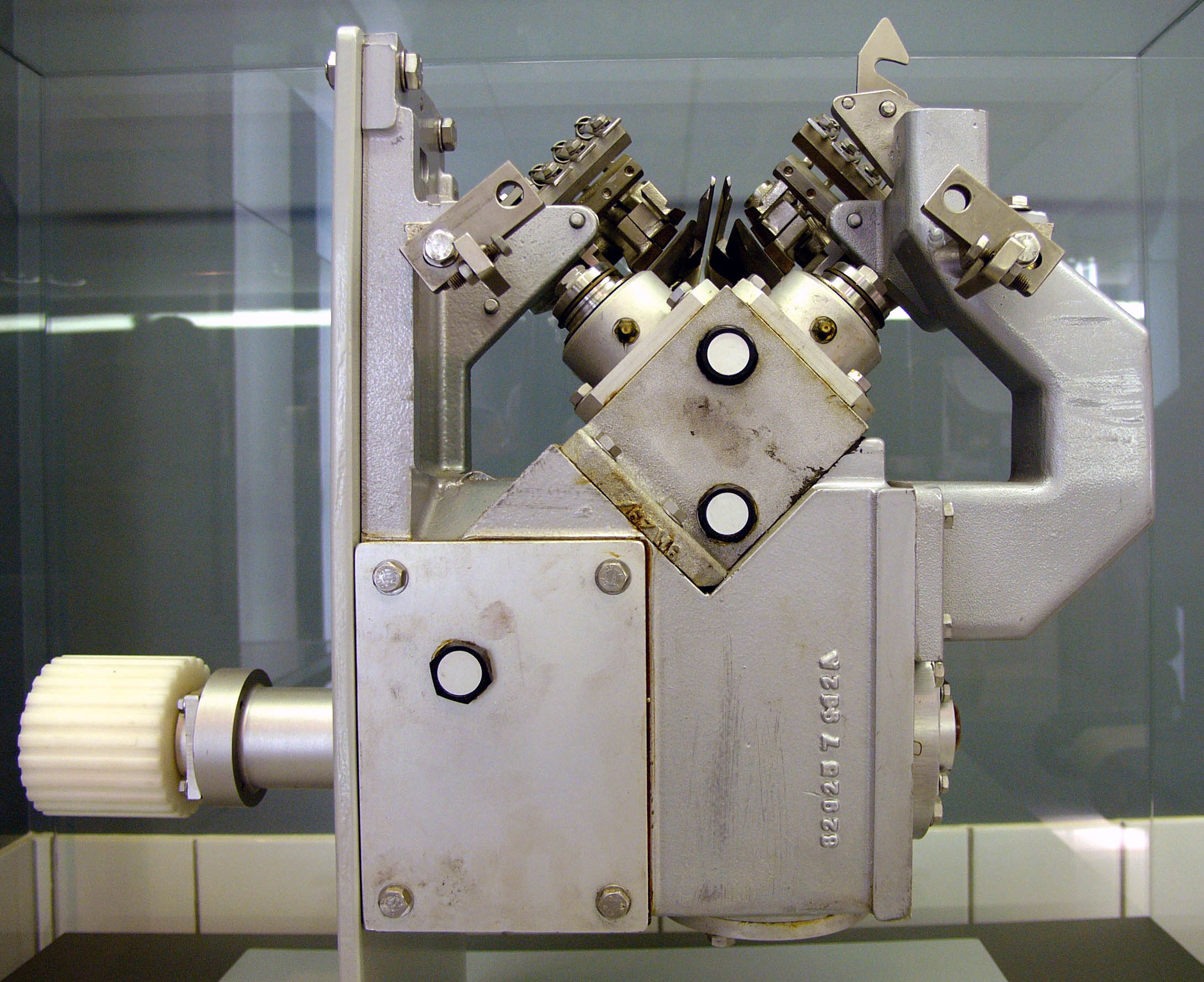
کاردهای خودکار برای فیله کردن ماهی

فیله ماهی شامل گوشت ماهی است که ماهیچه‌های اسکلتی و چربی آن است، برخلاف استخوان‌ها و اندام‌ها. فیله‌ها معمولاً با برش ماهی به موازات ستون فقرات به دست می‌آیند، نه عمود بر ستون فقرات، همان‌طور که در مورد استیک‌ها وجود دارد. استخوان‌های باقی مانده با گوشت متصل به آن «قاب» نامیده می‌شود و اغلب برای تهیه عصاره ماهی استفاده می‌شود. فیله‌ها برخلاف ماهی کامل یا استیک ماهی حاوی ستون فقرات ماهی نیستند. آنها گوشت کمتری دارند، اما خوردن آنها آسان‌تر است.
فیله‌های برش مخصوص از قطعات بزرگ جامد گرفته می‌شوند. اینها شامل یک فیله برش «طبیعی»، گوه، لوزی یا دم هستند. فیله‌ها ممکن است بدون پوست باشند یا پوست داشته باشند. ممکن است خارها برداشته شوند یا نشوند. فلس یک فیله بزرگ بدون استخوان از لوزی‌ماهی، شمشیرماهی یا ماهی تن است.
چندین راه برای برش فیله ماهی وجود دارد:
- کتلتی: با برش از پشت سر ماهی، دور شکم و مخروطی به سمت دم به دست می‌آید. سپس ماهی چرخانده می‌شود و این روند در طرف دیگر تکرار می‌شود تا یک فیله دوتایی تولید شود.
- تکی: پیچیده‌تر از کتلت، دو فیله جداگانه تولید می‌کند، یکی از هر طرف ماهی.
- برش "J": به همان روش فیله تکی تولید می‌شود اما استخوان‌های پین با برش به شکل "J" از فیله جدا می‌شوند.

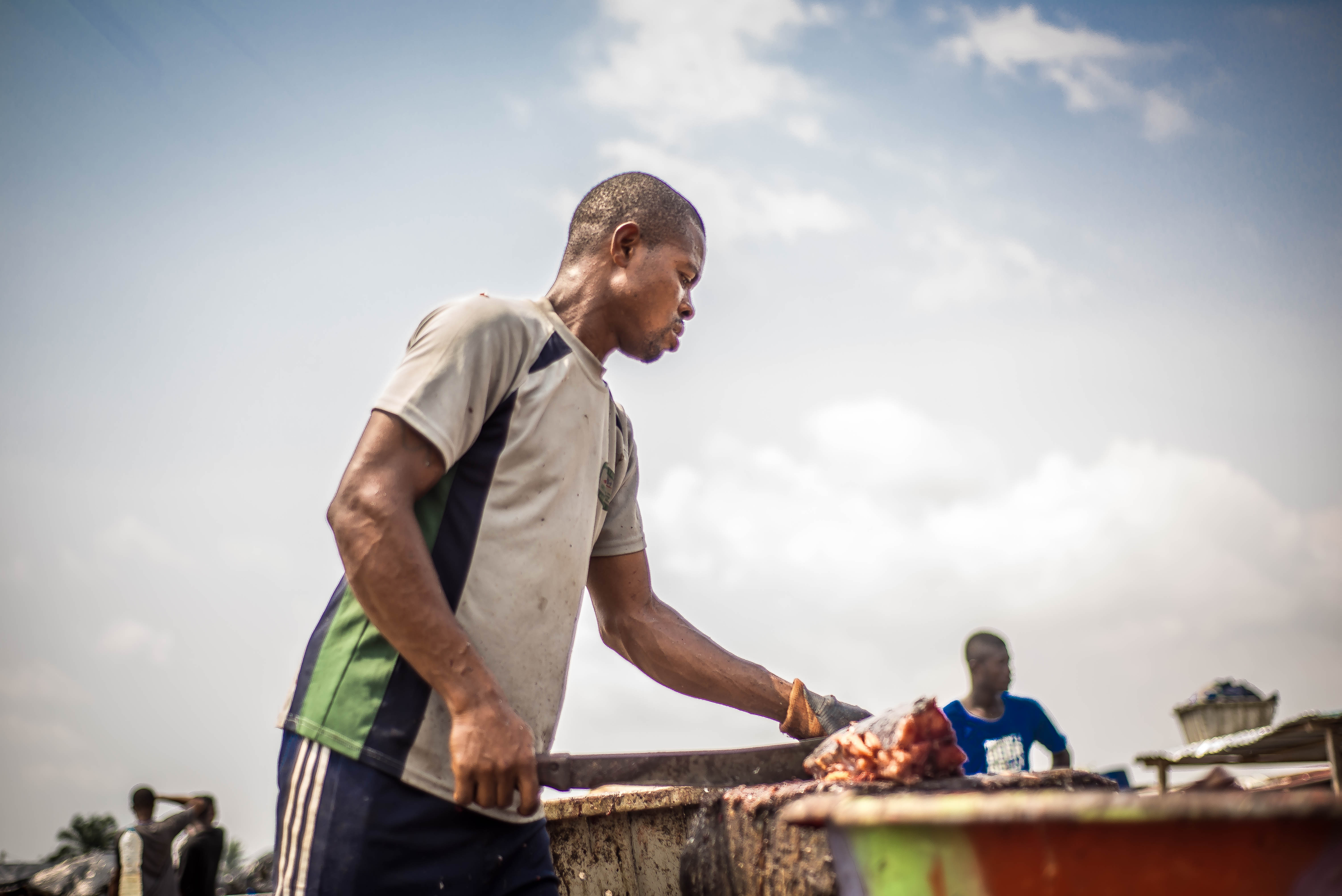
فیله کردن ماهی در ساحل عاج
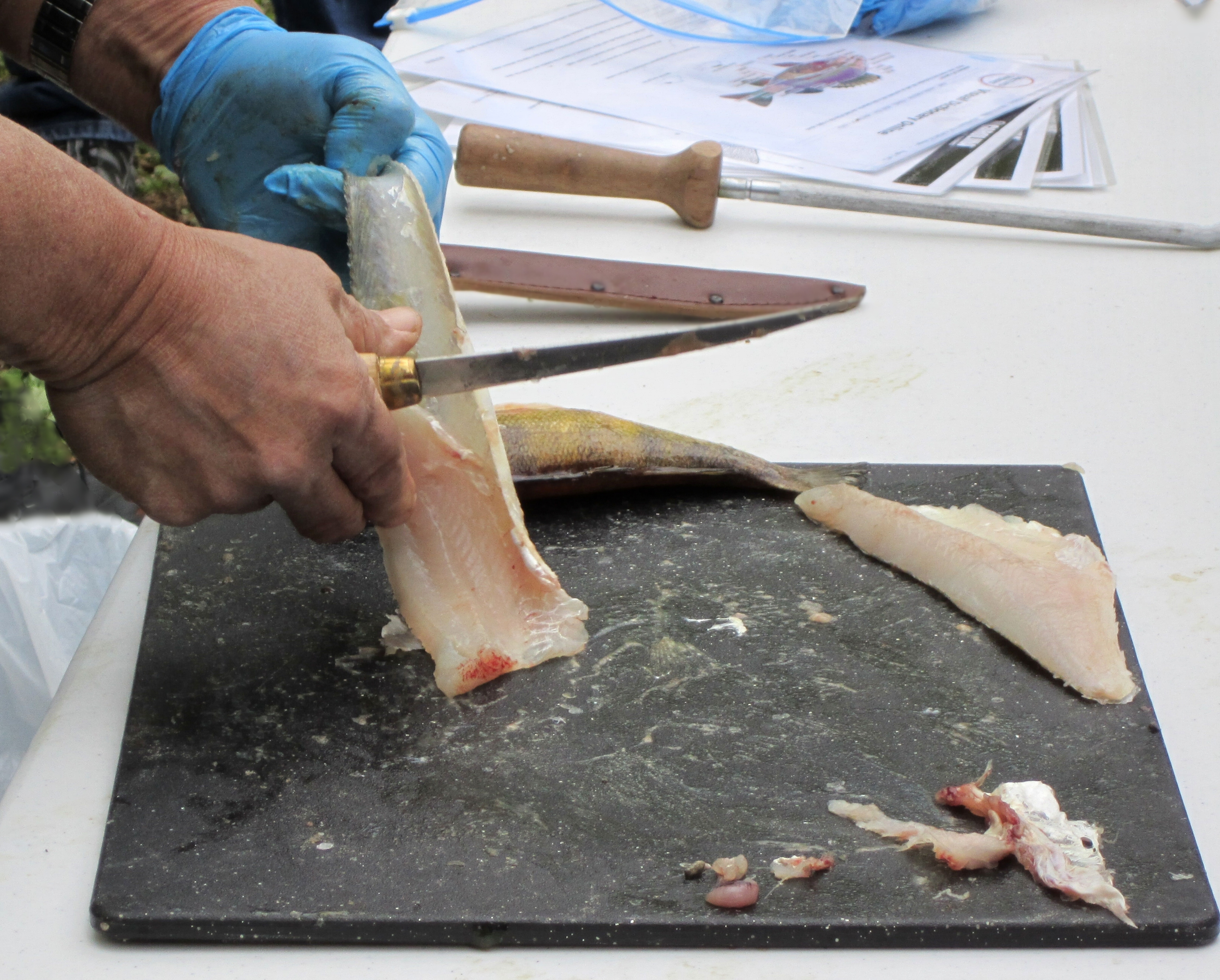
فیله کردن ماهی، نمایش
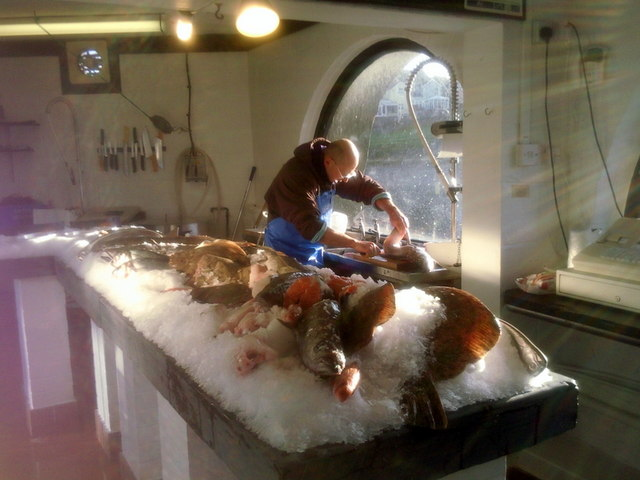
ماهی‌فروش در حال فیله کردن ماهی روغن
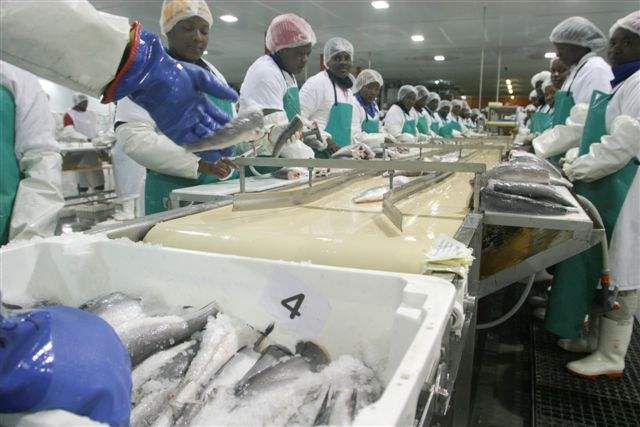
فیله‌گیری ماهی سفیدک در خط تولید
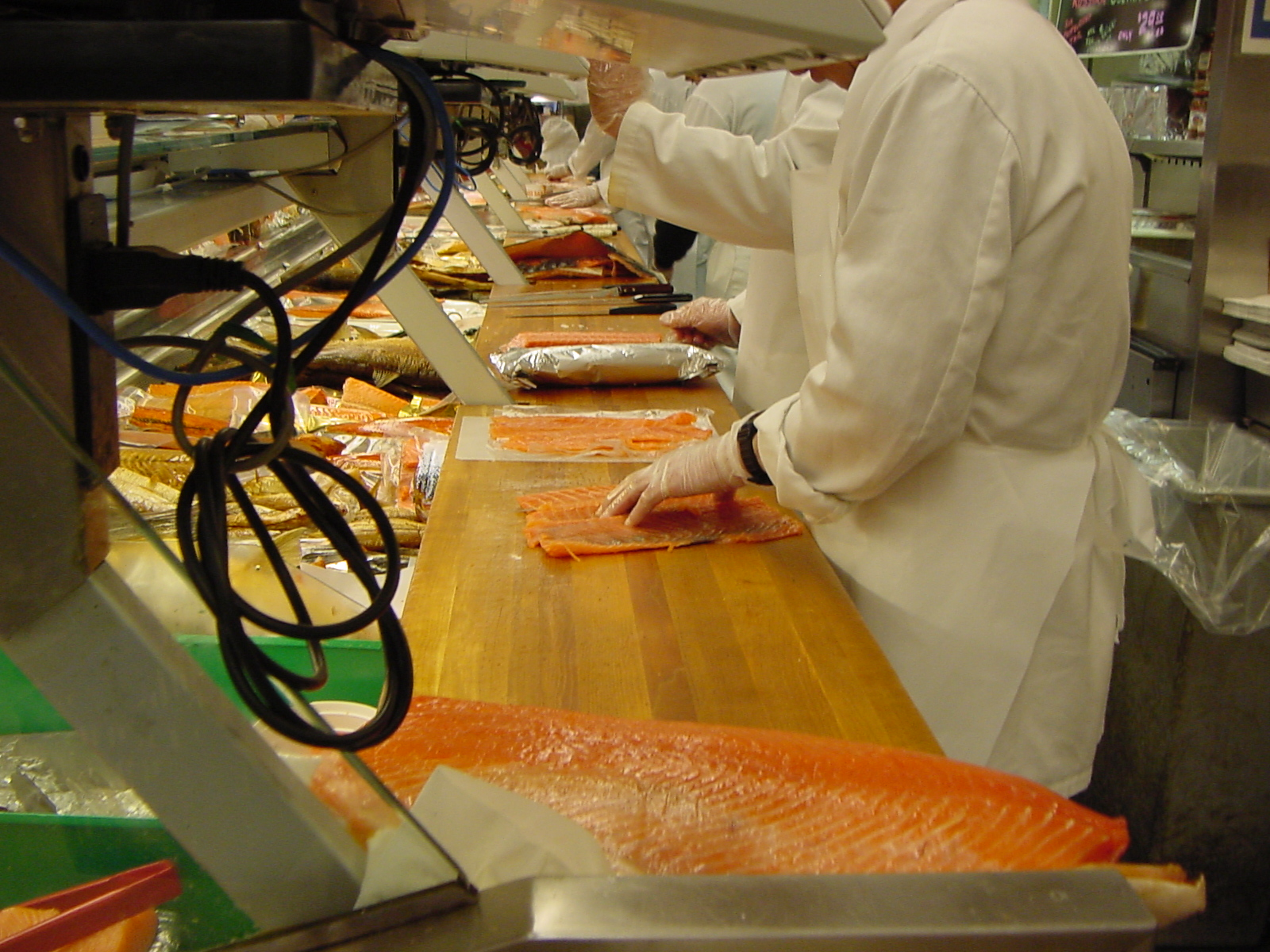
خط تولید فیله‌سازی دیگر
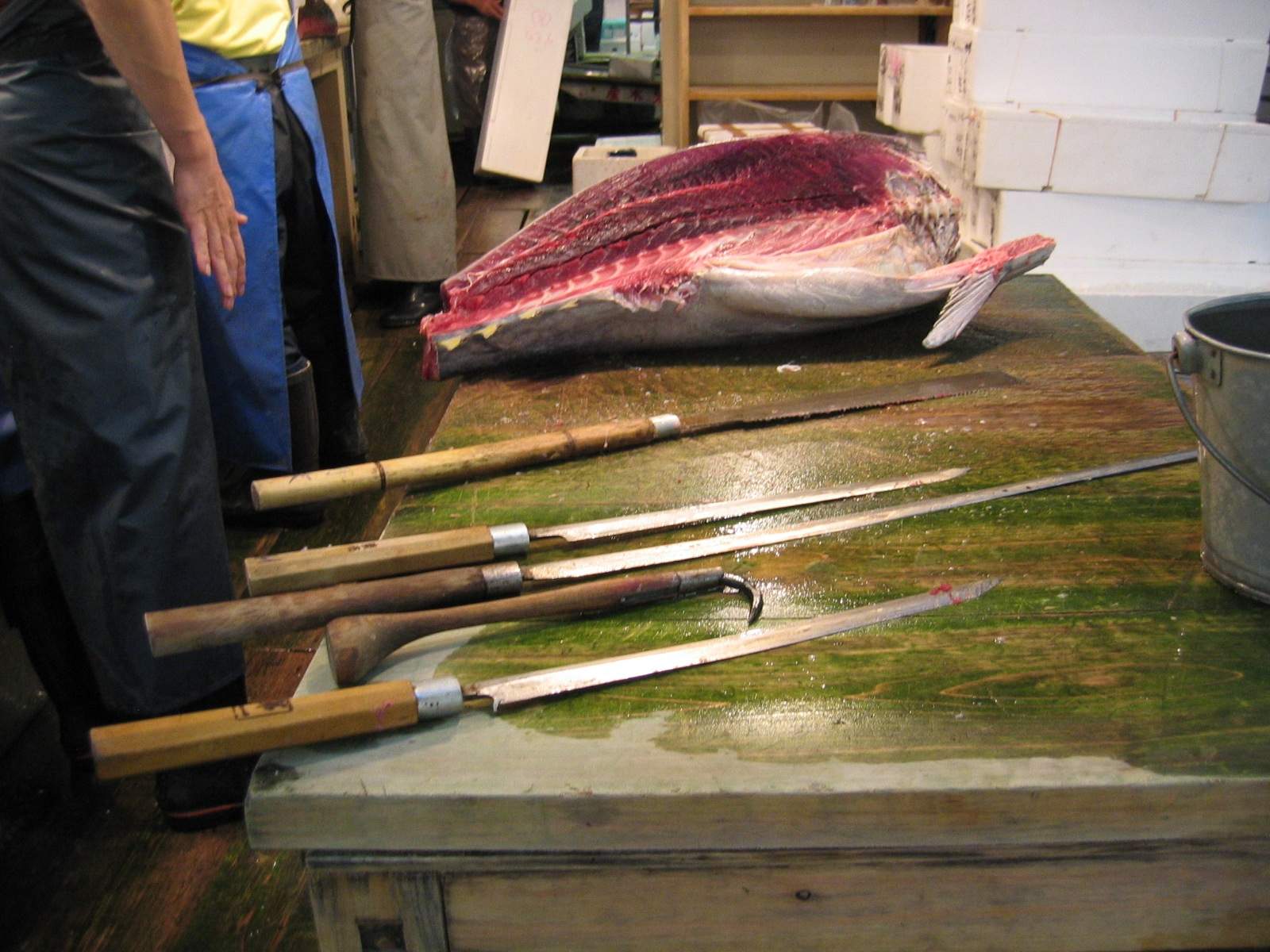
چاقوهایی که برای فیله کردن ماهی تن در بازار ماهی تسوکیجی استفاده می‌شوند.

## بازاریابی

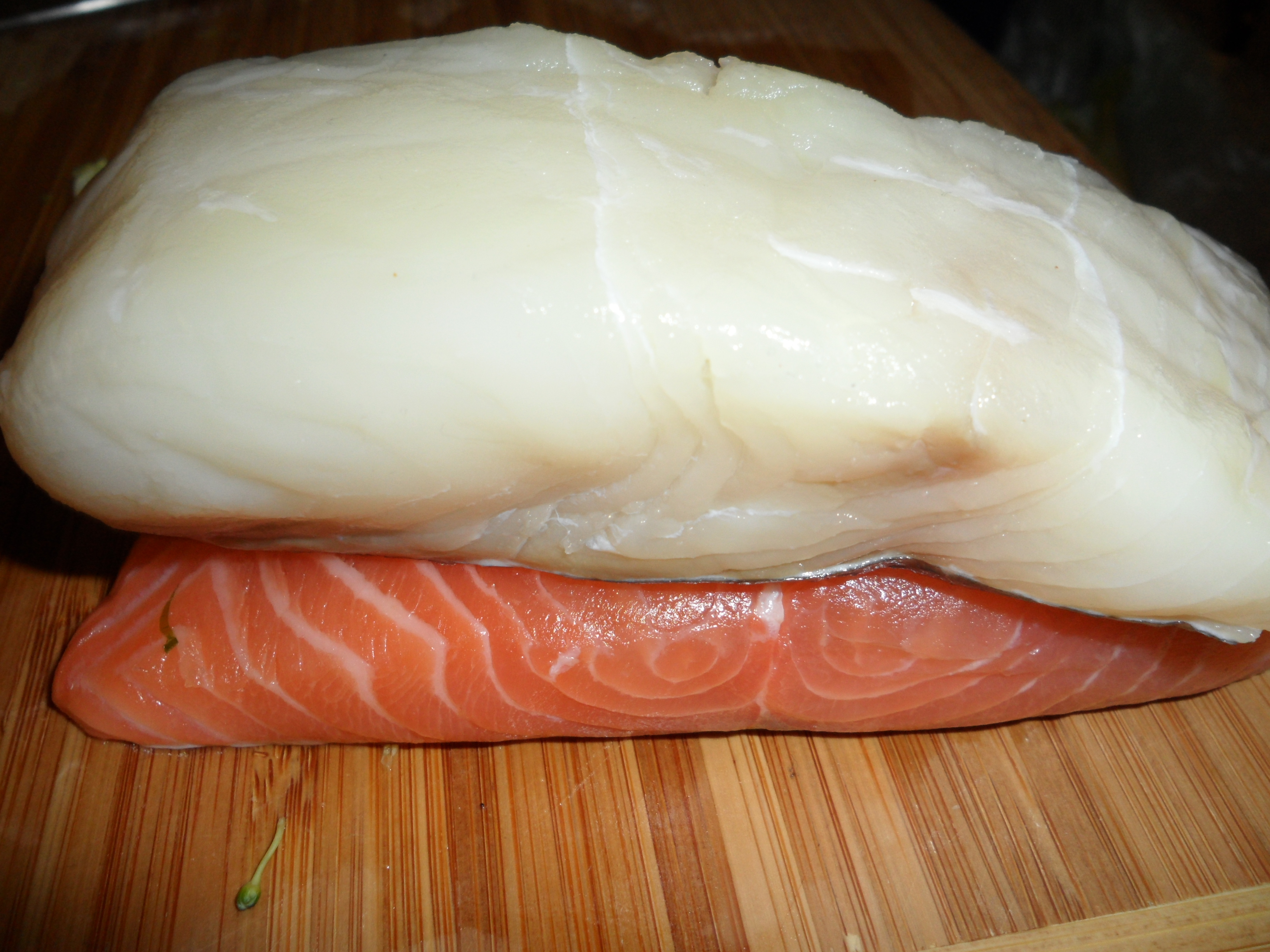
فیله لوزی‌ماهی (از ماهی‌های سفیدگوشت) روی فیله ماهی آزاد (از ماهی‌های آب‌های آزاد)
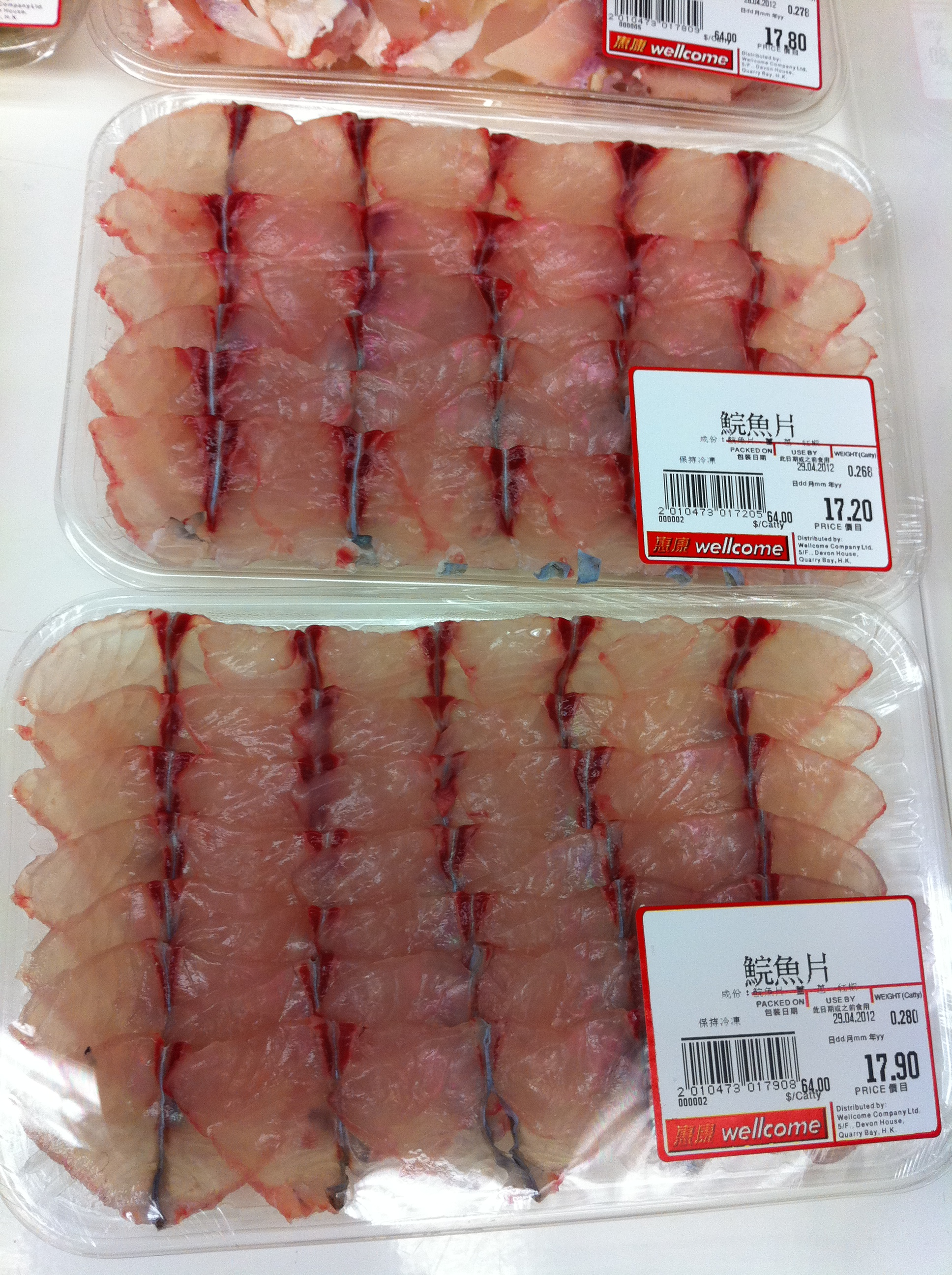
فیله‌های بسته‌بندی شده و یخ‌زده کپور علفی
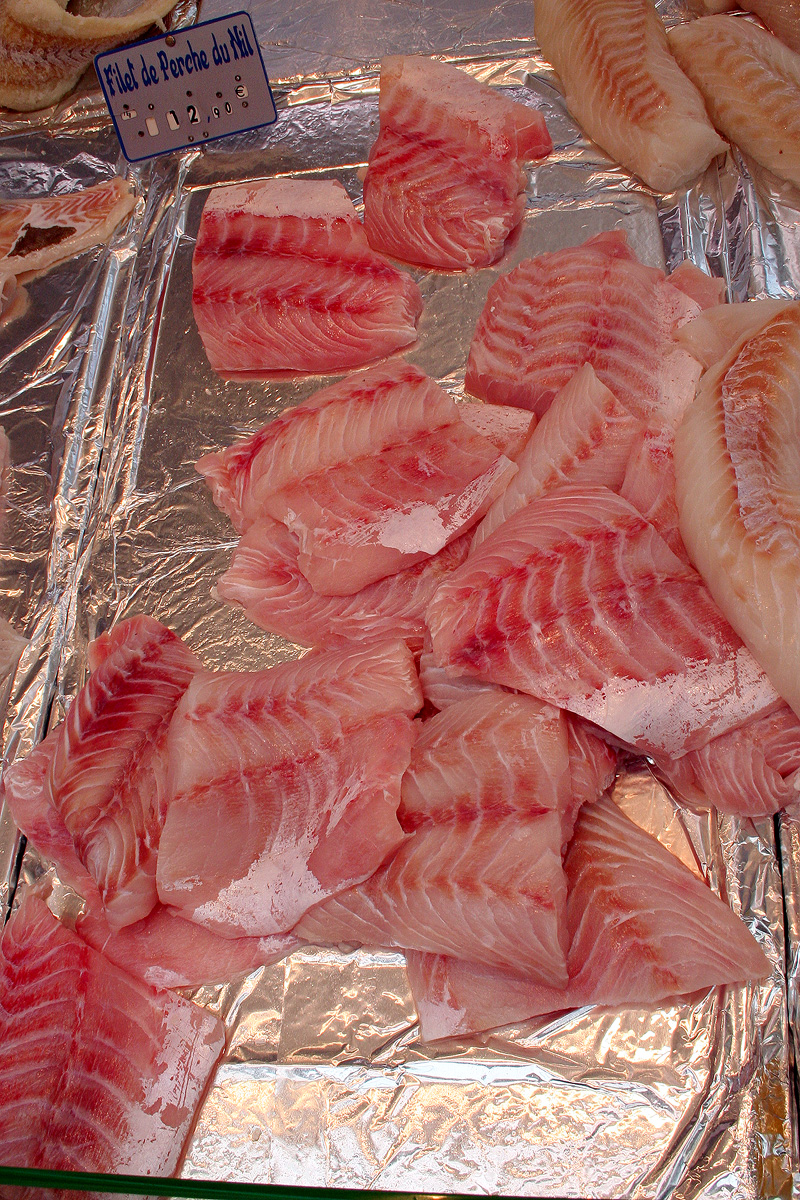
ماهی لوتی نیل که گوشت آن فیله شده، در بازار ماهی

## خوردن

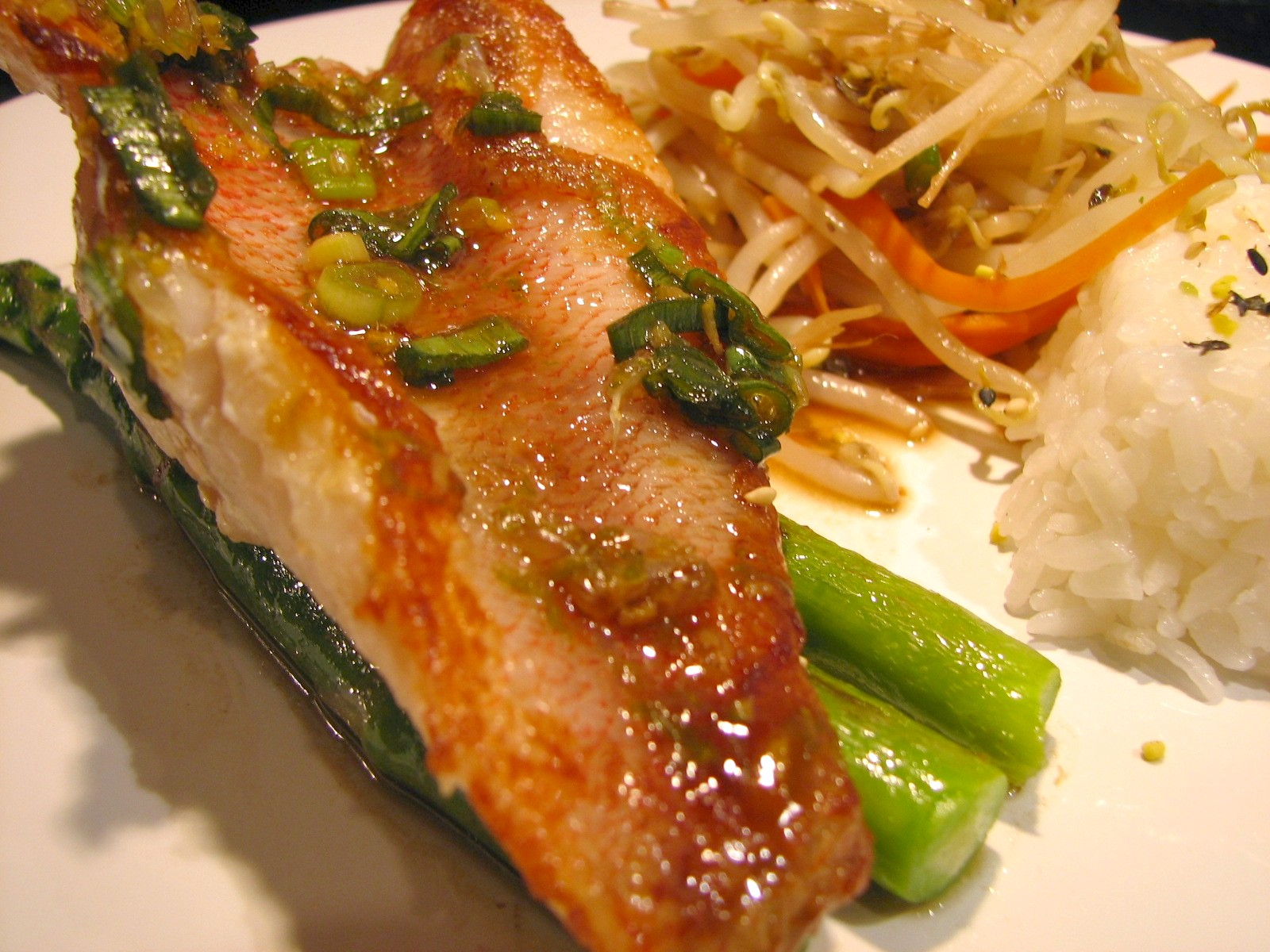
فیله سرخ‌شده ماهی سرخو
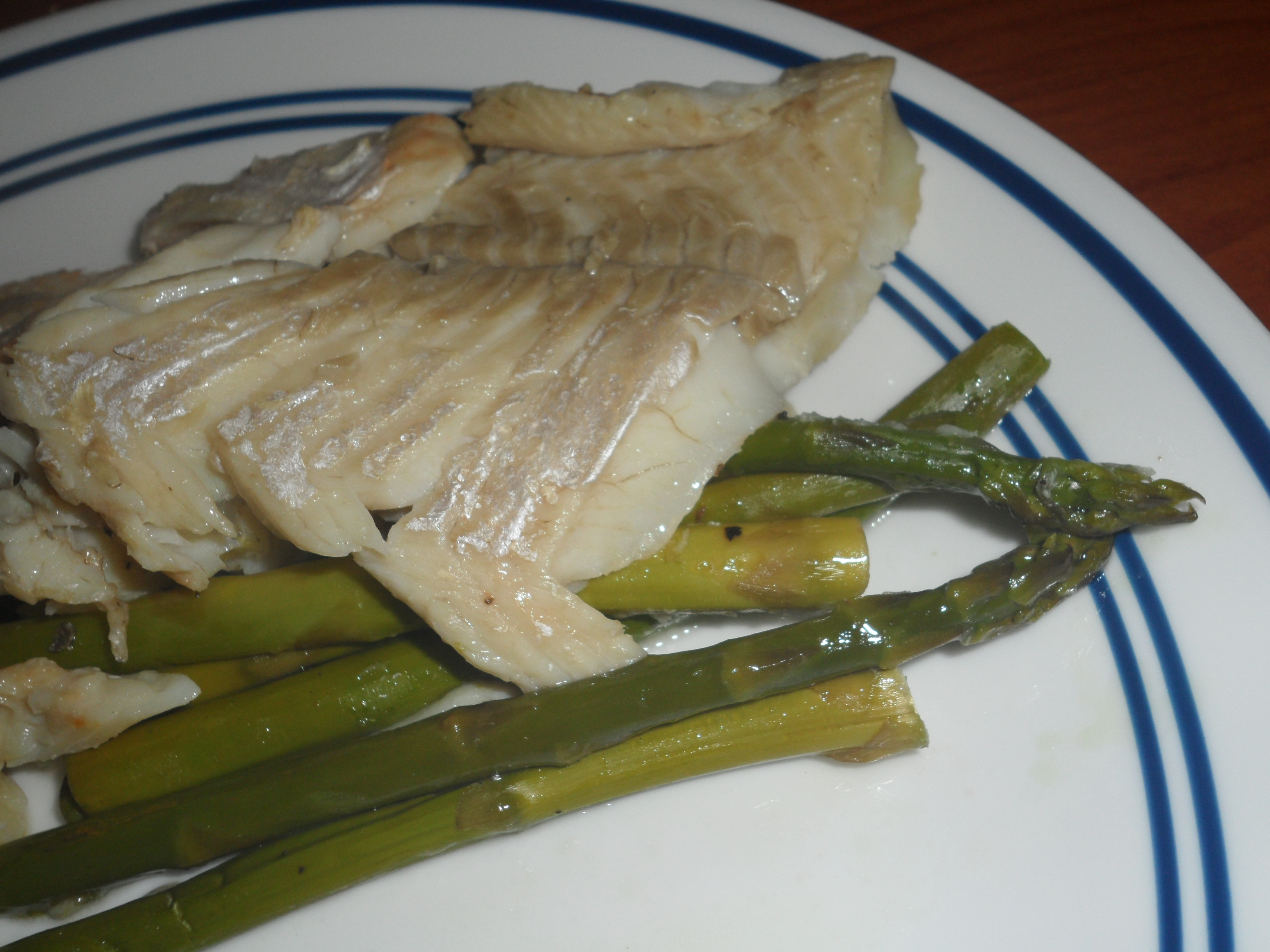
فیله پخته‌شده با مارچوبه
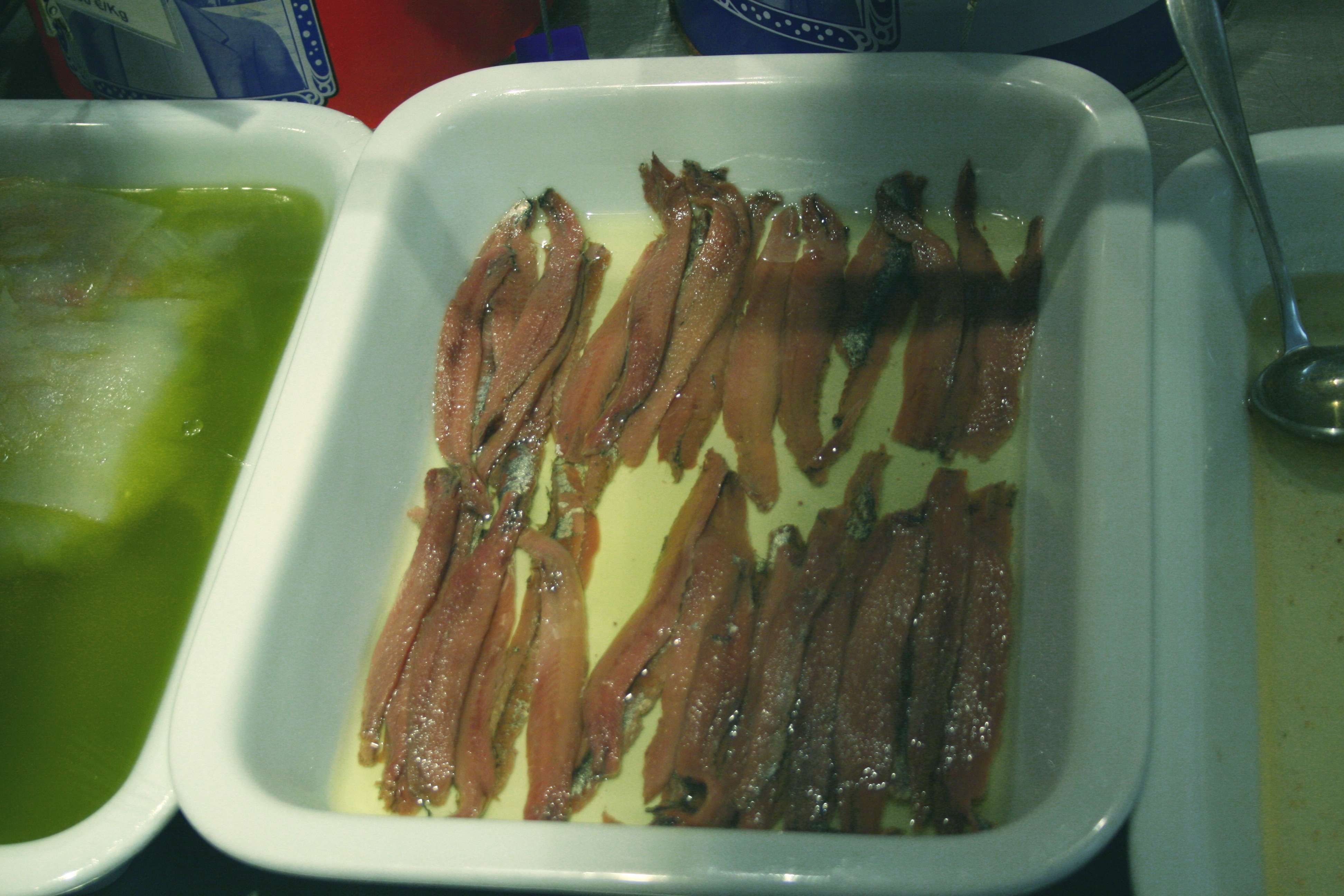
فیله ماهی کولی در روغن
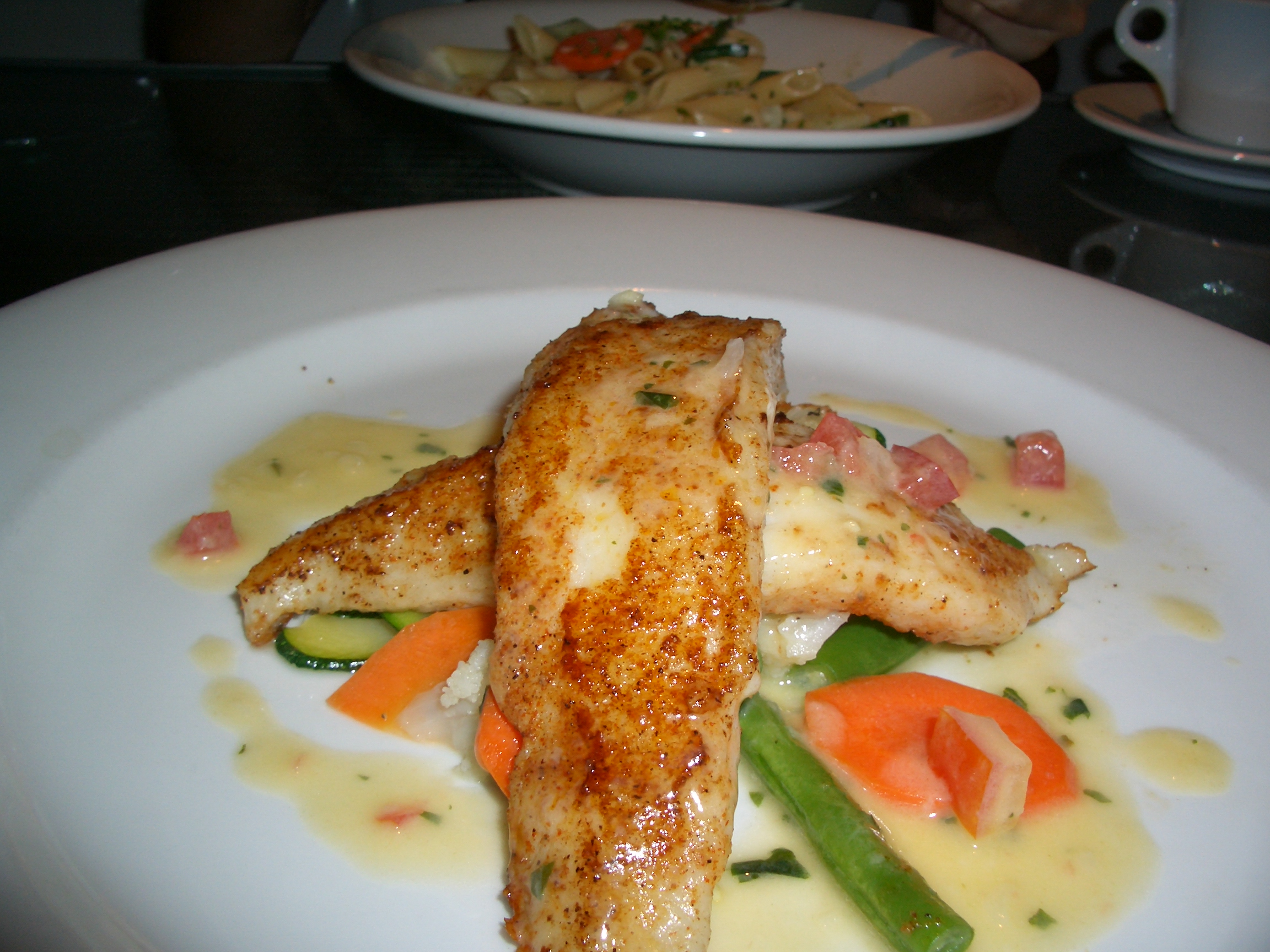
فیله زرکوب‌ماهی جان